# 133º Reggimento carri
Il 133º Reggimento carri è stato un reggimento della specialità Carristi del Regio Esercito che durante la seconda guerra mondiale ha operato nella campagna del Nordafrica e per un breve periodo dell'Esercito Italiano.

## Storia
Il 133º Reggimento fanteria carrista è stato costituito nel luglio 1941 a Pordenone, con personale tratto dal 33º Reggimento carristi e battaglioni provenienti dal 1º Reggimento fanteria carrista, 4º Reggimento fanteria carrista, e 31º Reggimento fanteria carrista. Dopo un periodo di addestramento nel pordenonese, nella zona del Cellina-Meduna il reggimento venne inviato in Puglia, nella zona di Brindisi-Mesagne.
Nel gennaio 1942 venne trasferito in Africa Settentrionale inquadrato a nella 133ª Divisione corazzata "Littorio". Il materiale venne spedito via mare mentre il personale fu inviato via aerea dall'aeroporto di Mesagne. Durante la traversata la nave che trasportava una compagnia di carri del XII battaglione fu affondata. Giunto in Libia, il reggimento cedette due battaglioni per il riordino di unità da tempo impegnate in quel teatro operativo: il X battaglione al 132º Reggimento carristi, mentre l'XI battaglione divenne il battaglione carri autonomo della Divisione motorizzata 'Trieste". Successivamente, in sostituzione dei battaglioni carri ceduti, il 133° incorporò dal 31º Reggimento carristi il IV Battaglione carri M14/41 e il LI Battaglione carri M14/41. Il XII Battaglione carri M ricevuti nuovi carri in sostituzione di quelli persi, restò nei ranghi del 133° che, con questo organico, partecipò al ciclo operativo in Egitto. A ottobre 1942 iniziò a ricevere ill XIV battaglione M14/41 anch'esso dal 31° Centauro (due compagnie, la terza giunse a fine dicembre) sino all'epilogo di El Alamein quando il reggimento venne sciolto. Il XIV completatosi, combatté poi in Tunisia riunito alla Centauro fino alla resa dell'Armata italiana.

## Ricostituzione
Nel 1974 le sue brevi tradizioni vennero ereditate insieme alla Bandiera di guerra, dal 10º battaglione carri "M.O. Bruno" della 132ª Brigata corazzata "Manin" di Aviano, inquadrata nella Divisione corazzata "Ariete" del 5º Corpo d'armata. Il battaglione venne sciolto il 10 Gennaio 1991.
Con la ristrutturazione dell'Esercito Italiano che ripristinava il livello reggimentale, nel 1992 venne ricostituito sulla base del 60º Battaglione carri "M.O. Locatelli", nella sede di Altamura, il 133º Reggimento carri posto alle dipendenze alla Brigata meccanizzata "Pinerolo". Il 10 ottobre 1995 il 133º Reggimento carri venne posto in posizione "quadro" in seno alla Scuola di carrismo di Lecce per essere poi definitivamente sciolto.

## Descrizione araldica dello stemma
Lo stemma del reggimento è stato concesso con decreto del 18 ottobre 1976.
Ornamenti esteriori: lista bifida: d'oro, svolazzante, collocata sotto la punta dello scudo, incurvata con la concavità rivolta verso l'alto, riportante il motto: "FERRO, FUOCO, CUORE".»
Nella prima partizione, su sfondo azzurro (simbolo di amor di Patria e valore)
è rappresentato il silfio in ricordo del legame storico del reggimento con l'Africa Settentrionale dove ha combattuto nel 1942. Nella seconda partizione su smalto
rosso (simbolo del sacrificio e dell'ardimento con il quale si sono battuti i carristi del 133º, specie ad El Alamein) è inserito il portone tratto dallo stemma di Pordenone a significare il legame territoriale con la provincia nella quale si è formato il 10º battaglione cr. "M.O. Bruno" (tale unità ha tramandato le tradizioni del 133º reqqimento dal 1975 al 1991).